# Dobro TV
«Dobro TV»  — закритий всеукраїнський телеканал про медицину і здоров'я. 

## Про телеканал
Тематика каналу — просвітницько-розважальна, канал розповідав про здоровий спосіб життя. На початку свого існування ефір складався з шестигодинних блоків мовлення. В ефірі транслювалися практичні поради для здорового способу життя, програми з пілатесу, косметології, гімнастики, поради медиків. Спочатку на «Dobro TV»  були лише закупні програми, власне виробництво з'явилося з 1 лютого 2012 — це було 45-хвилинне ток-шоу медичного характеру та ще декілька програм, які створювалися телекомпанією на базі власної медичної клініки «Добробут». Загалом протягом першого року було запущено до 15 програм власного виробництва про здоров'я.
На «Dobro TV» також проводилися телезаняття з тренерами по фітнесу, розповідалось про рецепти збалансованого харчування від дієтологів, давалися поради косметологів та візажистів, рекомендації щодо профілактики та лікування хвороб у дорослих та дітей. Телеканал давав поради в галузі медицини та міцного здоров'я, які були корисні для всієї родини телеглядачів.
За словами керівника медіагрупи «UBG» Артема Ткачова, в корпорації була створена робоча група з 10 фахівців телевізійного ринку, які працювали над запуском каналу. Він повідомив, що корпорація вже має досвід телевиробництва: на базі медичної мережі «Добробут» існував інтернет-портал Dobro-TV.com, який Артем Ткачов назвав «медичним ютубом», де викладено відеовідповіді на запитання клієнтів клініки — загалом це 200 роликів тривалістю 3-10 хвилин.

## Історія
16 червня 2011 року Національна рада України з питань телебачення і радіомовлення прийняла рішення про видачу корпорації «UBG» ліцензій на три супутникові канали — ТОВ «Дитячий канал» (логотип «Dobro TV»), ТОВ «Підлітковий канал» (логотип «Z TV») і ТОВ «Юкрейніанфешн» (логотип «Ukrainian Fashion»). Оператором телекомунікацій трьох супутникових каналів був ТОВ «СЕС Сіріус Україна».
1 січня 2012 року відбувся запуск телеканалу «Dobro TV». Сигнал транслювався зі супутника Astra 4A (4,8° східної довготи) у відкритому доступі. 
В жовтні 2012 року медіагрупа «UBG» Руслана Демчака, після того, як він потрапив у СІЗО, надіслала пропозицію про продаж телеканалів близько 100 претендентам, серед них російські та українські медіагрупи, зокрема це «1+1 Медіа» та «Медіа Група Україна». Про це розповів керівник медіанапряму компанії «UBG» Артем Ткачов. Продаж пов'язаний зі зменшенням фінансування.
19 червня 2013 року Національна рада України з питань телебачення і радіомовлення анулювала ліцензію на супутникове мовлення ТОВ «Дитячий канал» (логотип «Dobro TV») на підставі відповідної заяви, підписаної директором компанії Іриною Нікітаєвою. У своїй заяві керівник каналу не вказує причин бажання анулювати ліцензію. Власником каналу була Компанія з управління активами та адміністрування пенсійних фондів «Ініціатива», що діяла за рахунок Пайового закритого недиверсифікованого венчурного інвестиційного фонду «Венчурний капітал», м. Київ. Однак телеканал «Dobro TV» залишився в ефірі, оскільки ліцензією на мовлення з таким логотипом володіло ТОВ «Реал Естейт ТВ» (до 18 квітня 2013 року власник ліцензії супутникового телеканалу про нерухомість «R-TV»), яке відповідним чином переоформило свою ліцензію 17 квітня 2013 року. Юрист ТОВ «Реал Естейт ТВ» пояснила, що ТОВ «Дитячий канал» продало права на бренд і подало заяву на анулювання ліцензії ще в березні 2013 року.
25 листопада 2013 року Нацрада внесла зміни до ліцензій ТОВ «Телерадіокомпанія „Нові комунікації“», що володіє ліцензіями на мовлення в загальнонаціональному цифровому мультиплексі МХ-3 та на супутнику — компанія змінила логотип і програмну концепцію «Star TV» на «Dobro». Тоді ж ТОВ «Реал Естейт ТВ» знову переоформило ліцензію і змінило логотип з «DobroTV» на «A-One Україна».
З вересня 2016 року телеканал почав ретранслювати ефір «ZIK», а наприкінці місяця Нацрада дозволила ТРК «Нові комунікації» змінити логотип «Dobro» і програмну концепцію, ставши телеканалом «Z». Фактично телеканал почав транслювати програми телеканалу ZIK під оновленим логотипом «Z». Крім зміни назви у мовника з'явився новий директор: ним став директор «ZIK» Ігор Туркевич, який посів місце Тараса Москалюка. Під час переоформлення ліцензії Туркевич просив Нацраду не вірити чуткам про купівлю телеканалу, та запевняв, що «Z — це не ZIK, а просто Z». 
16 лютого 2017 року Національна рада з питань телебачення і радіомовлення переоформила ліцензії ТОВ «ТРК „Нові комунікації“» на цифрове ефірне мовлення в мультиплексі МХ-3 і супутникове мовлення у зв’язку зі зміною керівника, кінцевого бенефіціара, місцезнаходження, логотипа і програмної концепції. Телеканал, який до вересня 2016 року мав логотип «Dobro», потім був телеканалом «Z», з того часу став телеканалом «ZIK» (офіційне написання логотипа: «Z ZIK»). Компанія переїхала з Києва до Львова.

## Програми
- Родина від А до Я
- Пізнаємо світ разом
- Нова медицина
- Енциклопедія здоров'я
- Енциклопедія смаку
- Лікарі
- Це корисно знати
- Йога для жінок
- Увага, їжа!
- Здоровий спосіб життя
- Генезис здоров'я
- Індустрія здоров'я
- Без рецепта
- Добробут
- Я росту
- Подорожник

## Логотипи
| Логотип | Опис                                                             |
| ------- | ---------------------------------------------------------------- |
|         | Перший логотип у 2012-2013 роках.                                |
|         | Другий логотип у 2014 році. Знаходився в правому верхньому куті. |
|         | Третій логотип у 2014-2016 роках. Знаходився там само.           |